# Биргандж (подокруг)
Биргандж (бенг. বীরগঞ্জ, англ. Birganj) — подокруг на севере Бангладеш. Входит в состав округа Динаджпур. Административный центр — город Биргандж. Площадь подокруга — 413 км². По данным переписи 1991 года численность населения подокруга составляла 269 893 человека. Плотность населения равнялась 560 чел. на 1 км². Уровень грамотности населения составлял 25 %. Религиозный состав: мусульмане — 69,20 %, индуисты — 28,38 %, буддисты — 1,12 %, прочие — 1,3 %.